# Slatina nad Zdobnicí
Slatina nad Zdobnicí – gmina w Czechach, w powiecie Rychnov nad Kněžnou, w kraju hradeckim. Według danych z dnia 1 stycznia 2013 liczyła 817 mieszkańców.